# Paraphilaeus daemeli
Genre
Espèce
Synonymes
- Plexippus daemelii Keyserling, 1883

Paraphilaeus daemeli, unique représentant du genre Paraphilaeus, est une espèce d'araignées aranéomorphes de la famille des Salticidae.

## Distribution
Cette espèce est endémique d'Australie. Elle se rencontre au Queensland et en Nouvelle-Galles du Sud.

## Étymologie
Cette espèce est nommée en l'honneur de Carl Friedrich Eduard Dämel.

## Publications originales
- Keyserling, 1883 : Die Arachniden Australiens. Nürnberg, vol. 1, p. 1421-1489 (« texte intégral »(Archive.org • Wikiwix • Archive.is • Google • Que faire ?)).
- Żabka, 2003 : Salticidae (Arachnida: Araneae) from Oriental, Australian and Pacific regions, XVII. Paraphilaeus, a new genus from Australia. Annales Zoologici, Warszawa, vol. 53, p. 723-727.